# L'incredibile avventura di Mr. Holland
L'incredibile avventura di Mr. Holland (The Lavender Hill Mob) è un film britannico del 1951, diretto da Charles Crichton e interpretato da Alec Guinness e Stanley Holloway. Nel film fa una breve apparizione in un ruolo minore l'allora sconosciuta Audrey Hepburn.
Il film vinse un Premio Oscar nel 1953 per la migliore sceneggiatura originale e un BAFTA per il miglior film britannico, mentre Alec Guinness ottenne una candidatura come miglior attore. Premio alla Mostra di Venezia 1951 per il miglior scenario a T. E. B. Clarke.

## Trama
Mr. Holland è un timido impiegato di banca a Londra. Per anni ha sorvegliato i carichi d'oro che partivano ed arrivavano in banca. Improvvisamente scopre che gli verrà affidato un nuovo compito. In una settimana, egli escogita un piano per rapinare il carico settimanale, con l'aiuto di un amico, Pendlebury. Riescono a costringere due piccoli imbroglioni, Lackery Smith e Shorty a farsi aiutare a trasportare il bottino.
L'idea di Mr. Holland è quella di fondere i lingotti trasformandoli in statuine della Torre Eiffel e trasportarli, così contraffatti, in Francia. Il piano va in fumo quando una delle statuine viene smarrita e ritrovata dalla polizia. Dopo un inseguimento di macchine per tutta la capitale londinese, Holland riesce a fuggire in Sud America, mentre Pendlebuty viene arrestato. Nella scena d'apertura del film, come in un flash-forward, era però già stato mostrato l'arresto e l'estradizione di Mr. Holland.

## Titolo
Il titolo originale del film si riferisce ad una strada di Battersea, quartiere londinese.

## Curiosità
La Hepburn appare quando il film si sposta a Rio de Janeiro, dopo la fuga di Holland. Guinness rimase molto impressionato nel vedere l'attrice, anche se quest'ultima aveva una singola battuta. "Aveva solo una battuta da dire", disse in seguito Alec Guinness "e non penso che l'abbia neanche detta in maniera particolarmente interessante. Ma la sua bellezza da fauno e la sua presenza erano notevoli". Dopo aver girato la scena, Guinness telefonò al suo agente: "Non so se sappia recitare", disse, "ma una vera star del cinema è entrata sul set. Qualcuno dovrebbe metterla sotto contratto prima che se la prendano gli americani".

## Riconoscimenti
- Premi Oscar 1953
  - Oscar alla migliore sceneggiatura originale
- BAFTA
  - Miglior film britannico
- National Board of Review Awards 1951
  - Miglior sceneggiatura
- 1951 - 12ª Mostra internazionale d'arte cinematografica di Venezia
  - Miglior scenario a T. E. B. Clarke.

Nel 1999 il British Film Institute l'ha inserito al 17º posto della lista dei migliori cento film britannici del XX secolo.